# Hawangen
Hawangen là một đô thị ở huyện Unterallgäu bang Bayern, Đức, dân số 1254 người. Hawangen cách 5 km về phía đông so với Memmingen.